# Африканский каранкс
Африканский каранкс, или высокотелая десятипёрка, или десятипёрая ставрида (лат. Caranx rhonchus), — вид морских лучепёрых рыб из семейства ставридовых. Представители вида распространены в восточной части Атлантического океана от Марокко до Анголы, включая  Средиземное море. Максимальная длина тела — 60 см. Промысловая рыба. Популярный объект спортивной рыбалки.
Международный союз охраны природы присвоил этому виду охранный статус «Вызывающий наименьшие опасения».

## Описание
Тело удлинённое, немного сжато с боков, покрыто мелкой циклоидной чешуёй. Верхний и нижний профили тела сходны между собой, немного выпуклые. Глаза умеренной величины, диаметр глаза укладывается 3,3—4,6 раза в длину головы. Глаза с жировым веком; в передней части глаза веко небольшое, а в задней — доходит до задней границы зрачка. Задний край верхней челюсти прямой, направлен вверх и назад, полностью покрыт мелкими чешуйками. Край вторичного пояса грудного плавника (cleithrum) гладкий, без бугорков. Зубы на обеих челюстях расположены неправильными полосками, более широкими спереди; в переднем ряду несколько увеличенные. На первой жаберной дуге 51—59 жаберных тычинок, из них 14—18 на верхней части, а на нижней 36—40.  Два спинных плавника. В первом спинном плавнике 8 жёстких лучей, а во втором — 1 жёсткий и 28—32 мягких лучей. В анальном плавнике 1 колючий и 25—28 мягкий луч, перед плавником расположены 2 колючки. Последний мягкий луч спинного и анального плавников немного отделён от остальных лучей и базально соединен с предпоследним лучом межрадиальной мембраной. Передние мягкие лучи в спинном и анальном плавниках удлинённые. Грудные плавники короткие, серповидной формы. Боковая линия делает высокую дугу в передней части, а затем идёт прямо до хвостового стебля. В выгнутой части боковой линии 45—55 чешуй и 0—3 костных щитков; в прямой части 0—8 чешуек и 24—32 костных щитков. Хвостовой плавник серповидный. Позвонков: 10 туловищных и 14 хвостовых.
Верхняя часть тела буровато-оливкового цвета, а нижняя — светло-оливковая. От головы до основания хвостового плавника иногда проходит узкая желтоватая полоса. У верхнего края жаберной крышки расположено чёрное пятно. Передняя лопасть второго спинного плавника с чёрным пятном и узким бледным задним краем.
Максимальная длина тела — 60 см, обычно — до 35 см. Масса тела — до 1 кг.

## Биология
Морские бентопелагические рыбы. Обитают около дна на глубине 3—50 м, но отмечены и на глубине до 200 м. Иногда встречаются в пелагиали и около поверхности воды. Африканский каранкс является оппортунистическим хищником. Молодь длиной 21—24 см питается эуфаузиидами, личинками и молодью рыб. В состав рациона взрослых особей входят рыбы, ракообразные, моллюски и кольчатые черви. Основу рациона составляют рыбы, в частности европейский анчоус.

### Размножение
Самцы и самки африканского каранкса впервые созревают в возрасте 2-х лет при длине тела около 16 см. В Средиземном море нерестятся в июне — сентябре. В прибрежных водах Дакара нерест наблюдается в апреле, а ближе к экватору — в июле. Абсолютная плодовитость самок длиной 29—35 см варьирует от 480 до 990 тысяч ооцитов. Поскольку нерест порционный, не все ооциты вымётываются за нерестовый сезон, часть ооцитов резорбируется. Нерест происходит на мелководных участках при оптимальной температуре 18,7 °С.

## Ареал
Распространены в восточной части Атлантического океана от Марокко до Анголы, а также в Средиземном море вдоль африканского побережья от Сирии до Гибралтара. Единичные находки описаны у берегов Намибии.

## Взаимодействие с человеком
Африканский каранкс имеет важное промысловое значение на всём протяжении его ареала, особенно в Марокко, Сенегале и Средиземном море. Мировые уловы достигали максимума 19,4 тысячи тонн в 1985 году. В 2000-е годы вылавливали от 300 до 4000 тонн. Промысел ведётся тралами, кошельковыми неводами и жаберными сетями. Реализуется в свежем, мороженом, копчёном и солёном виде. Популярный объект спортивной рыбалки. Рекордный экземпляр африканского каранкса массой 0,56 кг был выловлен  28 октября 2007 года у берегов Португалии.